# 连然县
连然县，西汉至南朝齐、梁时期的县，在今云南省安宁市，辖境包括今安宁市北部和禄丰市。任乃强认为“连然”一名是夷语“盐泉”之意，可能是滇族语或僰语。

## 历史
汉武帝元封二年（前109年）开益州郡，设连然县，产盐，有盐官管理盐业，所产食盐供应南中全境。东汉属益州郡。建武十八年（42年），连然县曾与夷渠帅栋蚕及邻近诸县一同反叛，益州太守繁胜败退朱提，次年武威将军刘尚率军平叛，到二十一年（45年）正月于不韦斩杀栋蚕，叛乱彻底结束。三国蜀汉改益州郡为建宁郡，连然改属建宁。西晋泰始七年（271年），武帝划建宁、兴古、云南、永昌四郡设立宁州，连然县属宁州建宁郡。太安二年（303年），晋惠帝分建宁以西七县另立为益州郡，连然县改属益州郡，永嘉二年（308年）改益州郡为晋宁郡，南朝宋、齐属晋宁郡。《南齐书》除晋宁郡连然县外，另有平乐郡安宁县、安宁郡，朱惠荣认为安宁县即连然县改置，安宁县于隆昌元年（494年）升为安宁郡。齐时南中各地已被大姓爨氏控制，萧梁仅能遥领宁州，到陈朝即不再统治宁州。
连然县有盐泉，任乃强认为汉代设盐官，则周、秦时已采煎食盐，最初的滇人发现了盐泉，只是直接使用盐水，昆明夷迁徙至此后，按在比苏县煮盐的经验制取食盐，汉民进入后，开始挖盐井采盐。
《汉书·西南夷传》载，曾有临邛人陈立任连然长。
唐《蛮书》称“安宁城，后汉元鼎二年伏波将军马援立铜柱定疆界之所”，安宁当地也有马援立铜柱的传说。但《蛮书》记载的年代错乱，后汉无“元鼎”，元鼎是汉武帝的年号；主流记载里，马援征讨交趾，在交趾立铜柱，同时期征讨云南的是将军刘尚，马援不可能到刘尚的战区立铜柱、定疆界，因此一般认为马援在安宁立铜柱纯属虚构。
2021年，河泊所遗址考古挖掘出有关连然县的实物材料，有“连然丞印”封泥。

## 地望
因有盐井这一特点，唐代以来的著作大多将连然县定于今安宁市，安宁一带历来为云南东部盐的主要产地。安宁井的产量在明代达到巅峰，天启三年（1623年），安宁盐课提举司改驻琅井，标志禄丰境内的盐井重要度与产量超过安宁，安宁井产量在清代不断下降，最终于1953年关闭。
清代吕调阳将连然县定于后世广通县（今禄丰市广通镇），认为连然盐井是后世的琅井、黑井、阿陋井。

## 纪念
安宁“遥岑楼”东壁曾有“古连然”碑石，今无存。1949年初，安宁县城划分为永安、澄清、连然三镇，后合并为永安镇，1949年底更名连然镇，作为县城名称沿用至今，现称连然街道。

## 引用
1. ↑  道光云南通志稿，卷三十二，建置志一之二·沿革二，第十四页："益州郡连然 谨案：安宁州，诸志书以为汉连然，是矣。然安宁南并入之三泊县，实兼有俞元县地。而安宁西之禄丰亦连然地也。后汉及梁皆为连然县，其属郡同昆明，梁以后没于爨。"
2. 1 2  任乃强（1987年），第271页
3. ↑  汉书，卷二十八上·地理志八上，第1601页："益州郡，武帝元封二年开。莽曰就新，属益州。……县二十四：……连然，有盐官。"
4. ↑  《华阳国志》，引自任乃强 1987，第268頁："连然县，有盐泉，南中共仰之。"
5. ↑  后汉书，志二十三·郡国五，第3512-3513页："益州郡，武帝置。……滇池，胜休，俞元，律高，贲古，毋棳，建伶，谷昌，牧靡，味，昆泽，同濑，同劳，双柏，连然，梇栋，秦臧。"
6. ↑  后汉书，卷八十六·南蛮西南夷列传，第2846-2847页："建武十八年，夷渠帅栋蚕与姑复、楪楡、梇栋、连然、滇池、建伶、昆明诸种反叛，杀长吏。益州太守繁胜与战而败，退保朱提。十九年，遣武威将军刘尚等发广汉、犍为、蜀郡人及朱提夷，合万三千人击之。尚军遂度泸水，入益州界。群夷闻大兵至，皆弃垒奔走，尚获其赢弱、谷、畜。二十年，进兵与栋蚕等连战数月，皆破之。明年正月，追至不韦，斩栋蚕帅，凡首虏七千馀人，得生口五千七百人，马三千匹，牛羊三万馀头，诸夷悉平。"
7. ↑  晋书，卷十四·地理上，第441页："建宁郡，蜀置，统县十七，户二万九千。味、昆泽、存䣖、新定、谈槀、母单、同濑、漏江、牧麻、谷昌、连然、秦臧、双柏、俞元、修云、泠丘、滇池。"
8. ↑  晋书，卷十四·地理上，第440页："泰始七年，武帝以益州地广，分益州之建宁、兴古、云南、交州之永昌，合四郡为宁州，统县四十五，户八万三千。"
9. ↑  晋书，卷十四·地理上，第441页："太康三年，武帝又废宁州入益州，立南夷校尉以护之。太安二年，惠帝复置宁州，又分建宁以西七县别立为益州郡。永嘉二年，改益州郡曰晋宁，分牂柯立平夷、夜郎二郡。"
10. ↑  宋书，卷三十八·州郡四，第1183页："晋宁太守，晋惠帝太安二年，分建宁西七县为益州郡，晋怀帝更名。……连然令，汉旧县，属益州郡，晋太康地志属建宁。"
11. ↑  南齐书，卷十五·州郡下，第304页："宁州，镇建宁郡，本益州南中，诸葛亮所谓不毛之地也。……晋宁郡：建伶、连然、滇池、俞元、谷昌、秦臧、双柏。"
12. ↑  南齐书，卷十五·州郡下，第305-306页："平乐郡，益宁、安宁。……安宁郡。右六郡，隆昌元年置。"
13. ↑  朱惠荣（2017年），第203页
14. ↑  尤中（1990年），第86-89页
15. ↑  汉书，卷九十五·西南夷两粤朝鲜传，第3845页："大将军凤於是薦金城司马陈立为牂柯太守。立者，临邛人，前为连然长，不韦令，蛮夷畏之。"
16. ↑  蛮书，卷一·云南界内途程，第1页："安宁城，后汉元鼎二年伏波将军马援立铜柱定疆界之所。"
17. ↑  李埏（1990年）
18. ↑  蒋志龙; 周然朝; 谢霍敏. . 云南日报. 2025-03-18  [2025-07-10].
19. ↑  方国瑜（1987年），第62页
20. ↑  刘琳（1984年），第399页
21. ↑  冯一祥（2020年）
22. ↑  吕调阳《汉书地理志详释》，引自史记两汉书三史 补编，第三册，第36页："连然，今广通县。然，善也，美其味也。连，非一也。注云有盐官，今县北有琅井提举、黑井提举、阿陋盐大使也。"
23. ↑  云南省安宁县地名志（1985年），第6页
24. ↑  安宁县志（1997年），第60页